# ドラゴンライダー
『ドラゴンライダー』 (Inheritance Cycle) は、クリストファー・パオリーニによる4部作からなるファンタジー小説シリーズである。当初は3部作として執筆されていた。
世界的なベストセラーとなり、2006年12月に20世紀フォックスによる第1作の映画版が公開された。

## シリーズ
- 第1巻 - エラゴン 遺志を継ぐ者 (日本語版は単行本は一冊、ペーパーバックは三分冊)
- 第2巻 - エルデスト 宿命の赤き翼 (日本語版は単行本は上下分冊、ペーパーバックは四分冊)
- 第3巻 - ブリジンガー 炎に誓う絆 (日本語版は単行本は上下分冊、ペーパーバックは四分冊）
- 第4巻 - インヘリタンス 果てなき旅 (日本語版は単行本は上下分冊、ペーパーバックは四分冊)
- 外伝 - アラゲイジアの物語 Ⅰ エラゴン

## 登場人物

### 主要人物
エラゴン
物語の主人公。物語開始当初は15歳。サフィラのライダーで武器はザーロックとエルフの女王に授けられた弓。
好奇心旺盛でどんなものにも興味を抱く。そのためスパイン山脈でサフィラの卵を見つけた際、村に持ち帰ったが、サフィラが卵から孵り、その存在をガルバトリックスに感づかれ、帝国に狙われることになる。
ラーザックにギャロウを殺されてからは村の老人であったブロムとともに復讐の旅に出る。まだライダーになる前のマータグと共に行動したり、ギリエドでアーリアを救出するなどした。その旅の途中で、師であるブロムもラーザックに殺される。
幾多の悲しみを乗り越え、ヴァーデンに忠誠を誓い、エルフの修行を得て最終的に〈血の誓いの祝賀〉によりエルフと対等の力を授かる。
セリーナの息子でマータグと異父兄弟。第3巻ブリジンガーでモーザンではなくブロムの息子であることが明かされる。
第４巻にて新たなライダーの剣ブリジンガーを手に入れる。
伯父ギャロウと従兄弟のローランと共にカーヴァホールで暮らしていた。
"銀の手"（アージェトラム）、あるいは"悪魔シェイドをたおした者"（シェイドスレイヤー）ともよばれる。
マータグ
エラゴンの異父兄弟。後に赤龍ソーンのライダーとなる。ラーザックに囚われていたブロムとエラゴンを救い、エラゴンと旅をともにすることになる
13人の裏切り者の一人モーザンとセリーナの息子。
幼少よりガルバトリックスの城で暮らしており、背中にはモーザンの虐待による傷痕が残っている。
剣の腕前も一流で、エラゴンと同等以上。
ファーザン・ドゥアーの戦いの直後アーガルに捕らえられた後帝国に連行され、ガルバトリックスに古代語で強制的に服従の誓いをたてさせられる。
ガルバトリックス、エラゴン、オロミスに続く四人目のライダーとなった。ガルバトリックスにより、闇の秘術を教え込まれたため(複数のドラゴンの心の核"エルドゥナリ"を保有していることもあり）敵としてエラゴンを度々苦しめる。
〈バーニング・プレーンズの戦い〉にて赤竜ソーンを連れて登場。その後エラゴンに勝利し、父モーザンの遺産であるザーロックを奪う。
ブロム
カーヴァホールの語り部であり、元ドラゴンライダー。
嘗てのドラゴンの名はサフィラだった。
エラゴンと共に旅をし、その道程に、エラゴンにライダーの知識を与える。
パートナーのサフィラをモーザンに殺され、ガルバトリックスと裏切り者達を倒すため、ヴァーデンを設立する。
最終的にモーザンを討ち取り、その際にサフィラ（エラゴンの方）の卵を救い出した。
しかし、エラゴンと旅の途中ラーザックに殺された。
４巻でエラゴンの父と明かされサフィラの記憶の中でもう一度現れエラゴンの心の支えとなる。
ローラン
エラゴンの従兄弟。槌を持って戦うことから「ストロングハンマー」の異名を持つ。
父ギャロウが死んだ事に関してはエラゴンに悪気はなかった為､エラゴンに責任を押し付けることはなかった。
カーヴァホールから、村の人々を率いてついにヴァーデン（サーダ国）まで到達する。
第3巻ブリジンガーでエラゴンとともに父ギャロウの敵・ラーザックを討ち、カトリーナと結婚する。
ヴァーデン軍に合流してからは、エラゴンと共に軍の一員として戦う。戦闘の手腕を見込まれ、自ら部隊を持つ隊長にまで昇格する。
アーガルに丸腰の一騎打ちで勝てるほどの剛腕を誇る。学はないが機転が効き、自他ともに認める大胆で予想外な作戦を立案できる。

### ヴァーデン
帝国を倒すために結成された義勇軍。
主に人間で構成されており、エルフやドワーフとも協力して戦っていた。後にアーガルとも結託し、さらには魔法ネコとも同盟を結ぶ。
ナスアダ
黒い肌の女性。若いがしっかり者。アジハドの娘。
〈ファーザン・ドゥアーの戦い〉の際、アジハドに避難するよう命じられたが、命令を無視してひそかに戦っていた。
アジハドが亡くなった後は、ヴァーデンの指揮官に就任する。
〈ファーザン・ドゥアーの戦い〉の後、ヴァーデン軍を率いてサーダに避難する。
その後はヴァーデンの指揮官として、部下達に支えられながら、帝国に抵抗する。
部下や市民に対する思いが強く、ファダワーに〈ナイフの試練〉をするよう言われた際、ヴァーデンを守るために自らを犠牲にして激戦の末、勝利を収める。
アジハド
ヴァーデン軍の元指揮官。ナスアダの父親。
〈ファーザン・ドゥアーの戦い〉の直後、双子に裏切られ殺害される。
エルヴァ
赤ん坊の頃、エラゴンとサフィラに祝福を受けた少女。
額にサフィラから送られた星形のゲドウェイ・イグナジアを持つ。
しかし、後でエラゴンが古代語を間違え呪いをかけてしまったことがわかる。
その呪いにより、周囲の他人の痛みを感じることができるようになった。その特殊な能力により身体に比べて精神がとても成長している。
3巻ブリジンガーでエラゴンが呪いを解こうとするも、完全には解くことはできなかったが、エルヴァは他人の苦痛を自分の痛みと感じないように制御できるようになり、症状は改善された。
エルヴァはそのとき「他人の痛みを無視できるようになった」と言っている。エラゴンに協力してガルバトリックとの戦いに臨む。
オーリン
サーダ国の王で、ヴァーデンを支援している。
ナスアダと幼い頃からの付き合いで、資金や食糧など様々な面で支援してくれている。
王としての執務とは別に科学研究が好きで、よく研究室に閉じこもっている。
アンジェラ
変わり者の薬草師、巻き毛の魔女。
騒ぎが起こる先々に姿を現し、エラゴンの未来を占った。
魔法ネコのソレムバンと行動を共にしている。
戦闘では肩かざりのついた緑と黒の奇妙な鎧と、ドワーフの司祭から奪った柄の両端から刃の出ている二枚刃の槍型剣フースヴィルを使っている。
エラゴンと仲が良く、出会う度に謎かけをして、エラゴンを困らせる。
ソレムバン
魔法ネコ。アンジェラと行動を共にしている。
色々な場所でエラゴンに助言を与える。
少年の姿になれる。
トリアンナ
魔術師の会ドゥ・ヴラングル・ガータを指揮する魔術師、霊魂を呼び出すほど確かな力を持つ魔術だが、保守的でプライドが高く融通が聞かないところがある。ナスアダを支援する。
ジョーマンダー
アジハドの右腕であり、長老会議のメンバー。
アジハドが亡くなった後は副官としてナスアダを支える
ジョード
ティールムに住んでいるブロムの旧友。ヘレンの夫。
昔、ブロムが帝国からサフィラの卵を盗むのを手伝ったことがある。
エラゴンとブロムが彼のもとに訪れた際も、二人のことを疑うことなく協力した。
ヴァーデンを影で支援している。しかし、帝国にそのことが知られてしまい、家業を帝国に妨害されてしまう。
そのせいで家計は破産してしまい、すべてを失いかけるも、帝国から逃れるためにティールムを訪れたローラン達と共に、ヴァーデンの元へ向かうことになる。
ヘレン
ジョードの妻｡
父が裕福な資産家で、今までジョードを支えてきた。
ジョードがヴァーデンを支援していることを知らず、帝国により破産させられたジョードに対して幻滅してしまう。
しかし、ローランに協力すると決めたジョードにヴァーデンについて知らされる。その結果、ジョードと共にティールムから出ていくことを決心し、ヴァーデンの元へ向かう。
ファリカ
ナスアダにつかえる侍女。
常にナスアダのことを心配しており、様々な面で支援してくれている。
ナー・ガルジヴォグ
アーガルの中でも精鋭部隊であるカルとよばれる2m30cmほどの大型アーガルの指揮官。
自分達の家族を守るためガルバトリックスのために働いていたが、ファーザン・ドゥアーの戦いの後考えを改めて、ヴァーデン側に寝返る。
ガーヴェン
灰色のアーガル部隊の隊員。
ファワダー
ヴァーデン軍の高官でナスアダとは同族。長身で鼻が高く、ナスアダと同じで黒い肌をしている。
縁者である自分に便宜を図らないナスアダのやり方に不満を抱いており、伝統的な〈ナイフの試練〉をナスアダに挑んだ。
しかし、彼女との凄絶な戦いに破れ、以後はナスアダを指導者として認める。
フレドリック
ヴァーデンの武器職人。常に毛のついた牛革の鎧を身につけている。
マートランド・レッドビアード
ローランが配属されたゲリラ部隊の隊長。
異名のもととなった赤ひげも白くなり始めた老人だが、練達の剣士であり伝説的な戦略家。数少ない負け戦の敗因も敵軍に魔術師がいたからだという。
カーン
マートランド隊にに配属された魔術師。ローランの友人になる。
魔力こそ大したことはないが想像力に優れ、おどろくほど巧妙な呪文をつくりだしたり、敵の意識に入り込むのを得意とする。
ローランや傷ついた兵士の傷を治療したりと、マートランド隊には必要不可欠な人物である。
グレタ
幼き頃のエルヴァに祝福をエラゴンに頼んだ老婆。
エルヴァが誤った呪いをかけられた後は、彼女の世話役として働いている。
ラング
アルブレックやバルドルに戦闘術を教えてくれた教官。
ウーマン
ヴァーデンの長老会議のメンバー。
エレリッサ
ヴァーデンの長老会議のメンバー。
サーブレー
ヴァーデンの長老会議のメンバー。
ファルバート
ヴァーデンの長老会議のメンバー。

### エルフ
美しく強靭な肉体と、高い魔力を持つ種族。菜食主義。
北のドゥ・ウェルデンヴァーデンの森に住み、自然と共に生きている。
ライダー族崩壊から人前に姿を見せなかったが、打倒帝国のために動き出した。
アーリア・ドロットニング
エメラルド色の瞳の美しいエルフ。
ドラゴンの卵を運んでいた、ヴァーデンの密使。エルフの女王であるイズランザディの娘で王女である。
帝国に捕らえられていたが、エラゴンらに助け出される。約100歳。
エラゴンやサフィラとは良き友である。
オロミス・スランデュリン
別名「オシャト・チャトウェイ（嘆きの賢者）」「全き欠けし者」。グレイダーのライダー。エラゴンの師匠。
熟練したドラゴンライダーではあるが、裏切り者達に拷問された際、彼の中の“何か”を破壊され、現在は魔法を使う事もままならなくなり、身体は衰える一方である。
かつてはモーザンとブロムの師でもあり、ガルバトリックスに二つ目の卵を与える事に反対した長老会の一員でもあった。
3巻ブリジンガーでマータグと交戦、戦いの最中に発作がおこり（ガルバトリックスに体を乗っ取られた）マータグに討たれる。
イズランザディ・ドロットニング
エルフの国の女王。アーリアの母親でもある。
白い羽根のマントを羽織っている。
羽根が白いワタリガラスのブラグデンを飼っている。
エヴァンダー王
ライダー族滅亡のときのエルフの王。
イリレアで深手を負いながらも逃げ延びたが、リストヴァクベーンに隠れているところをガルバトリックスに見つかり殺された。
アーリアの父親。
ルーノン
エルフ族が誇る名工。とてつもない長寿。
ライダーの持つ剣は全て彼女の手によって作られた。
ガルバトリックスによるライダー族崩壊後、二度と自らの手でライダーの剣は打たないと誓う。
気難しい性格だが、3巻ブリジンガーでエラゴンを助けるため、エラゴンの肉体を借りて剣を打った。
ヴァナー
エラゴンがエレズメーラ滞在中に剣の稽古をした相手。
まだ人間だったエラゴンに対して横柄な態度をとっていたが、〈血の誓いの祝賀〉のあとのエラゴンにガルバトリックスを倒す希望をみつけ態度を改める。
細身の白い剣を使う。
ブロードガルム
ダークブルーの毛皮におおわれたエルフ。女を魅了させる香りをまとう。
エルフは、好みの姿に変化することができるため、ブロードガルムの場合、ワシの目とオオカミの牙と森ネコの毛皮をまとっている。
3巻ブリジンガー以降は、エラゴンを守るために派遣された13人のエルフ護衛隊の隊長として活躍する。

### ドワーフ
南のビオア山脈に住む、小さく頑強な一族。
手先が器用で、武具や宝石作りが得意。
今は13の種族から構成されている。
オリク
フロスガーの甥。エラゴンとは義兄弟である。
エラゴンがファーザン・ドゥアーに滞在する間、彼の世話係となる。
その後、フロスガー王の命により、エラゴン達とエレズメーラまで旅をする。
3巻ブリジンガーで、フロスガー亡き後のドワーフ王とインジータム族（鍛冶職人の部族）の長になる。
フロスガー
ドワーフ族の王であった。と同時にインジータム族（鍛冶職人の部族）の長でもあった。
エラゴンを一族に迎え入れた。
寛大な心の持ち主。
2巻エルデスト、バーニングプレーンズの戦いでマータグに殺された。
ウンディン
ドワーフの町ターナグをおさめるラグン・ヘフシン族の長。
ガネル
ドワーフのクアン族の長。
司祭であり剣の達人である。
エラゴンにドワーフの信仰について説明した。
ナールヒム
ファーザン・ドゥアーに帰ったオリクのかわりをつとめるドワーフの大使。
ヴァーマンド
アズ・スウェルデン・ラク・アンフーイン族の長。
エラゴン暗殺を謀ったことがばれ、種族から追放される。
ハドファラ
エバルダーク族の長。
白髪の女ドワーフ。
ガルドヘイム
フェルドノスト族の長。
ひどく小柄なドワーフ。

### 帝国
人間たちによるアラゲイジア最大の軍事国家。民はガルバトリックスの圧制により苦しめられている。
ガルバトリックス
帝国アラゲイジアの支配者。ライダー族を滅亡に追いやった張本人。
自身もドラゴンライダーであり、黒竜シュルーカンを従える。
ライダーとしての才能に恵まれていたが、自らの過失によりドラゴンを失う。
その後、新しいドラゴンの卵を求め長老会に訴えるが、承認されなかった。
その事からライダー族に強い憎しみを抱き、生まれたばかりの幼竜を（そのパートナーを殺害し）奪い、何らかの魔法により服従させた。
つまり、現パートナーのシュルーカンとは正当な関係ではなく、エラゴンとサフィラが持つような絆は持っていない。
モーザン
ガルバトリックスと共にライダー族を滅ぼした〈十三人の裏切り者達〉の一人。
マータグの父。ブロムに討たれる。
ラーザック
謎の生き物。ガルバトリックスの僕で、鳥のようなくちばしを持ち、常にマントを被っている。ラーザックが放つ奇声は聞くものを混乱させる。
エラゴンの叔父ギャロウをシーザー油で殺害し、ブロムを殺害したのもラーザックである。
その後もローランを浚うため、カーヴァホール村を襲撃し、最終的にはカトリーナを浚った。
魔法は使えないものの、人間を狩るために強靭な肉体を有しているが光と深い水に弱い。海には一メートルも近づけないほどである。
ラーザックは"さなぎ"の状態で成熟するまでに二十年あまりかかり、成体はレザルブラカと呼ばれドラゴンなみの知能をそなえる。
親であるレザルブラカに乗って移動する。3巻ブリジンガーでエラゴンに殺される。
ダーザ（シェイド）
闇の魔術師。悪霊を体内に取り込んでシェイドとなった人間。
圧倒的な力を持ち、過去にシェイドを単独で倒した者は少ない。
1巻エラゴン、〈ファーザン・ドゥアーの戦い〉でエラゴンに倒される。元々の名はカーセイブ。
双子
頭の禿げた双子で、正式な呼び名はない。
エラゴンがヴァーデンにやってきた際、拷問に近い形でエラゴンの意識に入り込んだ。
ヴァーデンの他のメンバーとも折り合いが悪く、特にエラゴンには執拗につっかかる。
1巻エラゴン、〈ファーザン・ドゥアーの戦い〉でアーガルに殺されたと思われていたが、実はヴァーデンを裏切りアジハドを殺し、マータグを拉致していた。
その後、2巻エルデストの〈バーニングプレーンズの戦い〉に帝国側として参戦するも、ローランの槌の前に倒れる。
バースト卿
帝国軍の副司令官で、残虐かつ狡猾な男。ガルバトリックスの信任も厚い
鎧の中にエルドゥナリを隠し持っており、人間でありながらカルやエルフも簡単に倒す圧倒的な力を誇る。
4巻インヘリタンスでローランの奇策の前に敗れる。

### カーヴァホール村
帝国の北にある小さな村。エラゴンやローランの故郷で、物語の出発点。2巻エルデストで、帝国に逆らったため壊滅させられた。村人の大半はローランと共に生き延び、長い旅の末にヴァーデン軍に入った。
カトリーナ
ローランの妻である。スローンの娘。
カーヴァホールから出ていく際、ラーザックに浚われてしまう。
その後、ラーザックを討ち倒したローランに救われて、晴れて結婚することになる。
スローン
カーヴァホールにある肉屋を経営しており、カトリーナの実父。
エラゴンを毛嫌いしており、その家族であるローランをも良く思っていない。
スパイン山脈で妻を亡くしており、それ以来スパインを嫌っている。
娘のカトリーナの事は非常に大事にしており、帝国軍の兵士が襲ってきた際に娘を守るため、兵士を殺して娘に対する思いをローランに見せつけた。
しかし娘のことを心配しすぎて、カーヴァホールの人々を裏切ることとなる。
カトリーナと共にラーザックに浚われ眼球を失うが、エラゴンに助けられ、現在はエルフの土地で暮らしている。
ホースト
鍛冶屋の職人。妻はエレイン。
エラゴンの良き理解者であり、エラゴンが村を出て行った後も、ローランを支援している。
ガートルート
村の治療師。エラゴンの傷やローランの傷を治療してくれた。
バージット
帝国軍の兵士に殺されたクインビーの妻。
ローランに色々な手助けをするも、カーヴァホールに問題を持ち込んだローランを真っ向から恨んでいる。
戦に対する胆も据わっており、ティールムでジョードが集めた男がバージットを馬鹿にした際、股間を蹴り上げて、ナイフを突き付けて自分の帝国軍に対する思いを見せつけた。
クインビー
バージットの夫。
喧嘩していた兵士の仲裁に入ったが、その際に兵士が投げつけたナイフがこめかみに突き刺さり死亡する。
ノルファヴァレル
ティールムに向かう際に同行したメンバー。
若いがしっかりしている。
ロリング
ティールムに向かう際に同行したメンバー。
歳はいっているが、体格も良くローランからの信頼を受けている。
エレイン
ホーストの妻。４巻で猫の口がついた子供を産む(エラゴンが治療し成功)。
アルブレック
ホーストの息子。ローランが村を出るよう告げた際に彼を誉めたてた。
バルドル
ホーストの息子。ローランがラーザックから身を隠す際に手を貸してくれた。
フィスク
カーヴァホール村からサーダに向けて、ローランに同行したメンバー。
サーダについた後は、カーヴァホールの男達と共にヴァーデンの兵士として働いている。
バード
ラーザック達からの襲撃に備えた見張りの最中、スローンの裏切りにより殺される。
ハイダ、ブレンナ、ネスビット
カーヴァホールからサーダに向かう際、同行したメンバー3名。
しかしスパイン山脈を移動中に高齢のせいもあり、寒さのあまり凍死した。

### ドラゴン
アラゲイジアに太古より住まう、誇り高き一族。ライダー族に卵を提供する代わりに理性を得た。ガルバトリックスにより虐殺され、2頭（グレイダー、シュルーカン）と、3つの卵（サフィラ、ソーン、フィアネン）のみが生き残った。
サフィラ
エラゴンのドラゴン。青いメスドラゴン。˝青い鱗˝〈ブライトスケール〉や、˝羊を噛み切るもの˝〈シープバイター〉ともいわれる。
若いながらも古よりの知恵を持ち、常にエラゴンを支えてきた。エラゴンと心で会話ができる。
現存する最後のメスドラゴンとされている。
ソーン
マータグのドラゴン。赤いオスドラゴン。ガルバトリックスの力によって成長が速いが精神面は未熟なまま。
グレイダー
オロミスのドラゴン。黄金のオスドラゴン。
かなりの巨体で、左前足が切断されている。3巻ブリジンガーで肉体を殺される。
シュルーカン
ガルバトリックスのドラゴン。黒いドラゴン。
青年のころのガルバトリックスに本当の持ち主を殺され何らかの力か魔法によって従わされているためエラゴンとサフィラなどのように絆は持たない。
フィアネン
アーリアのドラゴン。緑のオスドラゴン。

### 魔法ネコ
猫人間族。ドワーフほどの大きさで秘密が多く、孤独を好み猫と人両方の姿を取ることが出来る。第４巻にてヴァーデンの同盟軍となる。ライダー族滅亡以降争いごとをさけ存在は神話のようなものとされていた。不思議な予言を授けることがある
ソレムバン
アンジェラとともに行動する魔法ネコ。エラゴンが初めて会った魔法ネコで、エラゴンに二つの予言を託した
グリムラ・ハーフポー
通称魔法ネコ族の王、孤立国の君主、夜の地の主、〈孤独で歩く者〉と呼ばれる。シャドーハンター(影の狩人)が妻。若き頃、アンジェラに魔法をかけられ一週間ほど小鳥のさえずり以外話せなくさせられた。

## 世界観

### アラゲイジア
砂漠をかこむ、森と山脈の国。この物語の舞台。

### 帝国
ガルバトリックスが支配する人間の国。アラゲイジア最大の国。
カーヴァホール
スパイン山脈の麓にある小さな村。エラゴンの故郷。
帝国軍の度重なる攻撃により、今では廃墟と化している。
スパイン
エラゴンがサフィラの卵を見つけた山。「呪われた山」として恐れられている。
スローンの妻もここで死亡している。
ウルベーン
帝国の首都。ガルバトリックスの膝元。
元はエルフ族の首都イリレアだったが裏切り者たちによって破壊された。
ドラス＝レオナ
旅の途中、エラゴン達が立ち寄った街。
街の外には、ラーザック達の隠れ家〈ヘルグラインド〉がある。
ティールム
海とスパイン山脈に囲まれている漁港街。
街が城壁で囲まれており、外側から内側に向けて高くなっている。
ジョードが住んでいる（アンジェラも住んでいたが、エラゴン達が来た後すぐ店をたたんでヴァーデンに向かった。）
エラゴンとブロムが一度訪れており、ローラン達も訪れている。
ナーダ
ローラン達がクローヴィスをこの町で雇った。

### ビオア山脈
アラゲイジアで最も高い山脈。地下ではドワーフ達が暮らしている。
ファーザン・ドゥアー
「わが父」の意。ヴァーデンの本拠地。
火口内部に都市が建設されている。
ターナグ
エラゴン達がエレズメーラに向かう際、立ち寄ったドワーフの町。

### サーダ
アラゲイジアの南に位置する国。オーリン王の下、密かに帝国に敵対を続けていた。
アベロン
サーダの首都。ヴァーデンをかくまっている。
燃えさかる平野（バーニングプレーンズ）
ジエト川の東側に広がっている平野。かつて、ライダーと〈裏切り者たち〉の戦闘がくりひろげられた場所。
戦のさなか、ドラゴンが不用意にも吐き出した炎が泥炭に引火し、以来炎がずっとそこでくすぶり続けている。

### ドゥ・ウェルデンヴァーデンの森
「守りの森」の意。アラゲイジアの北に広がり、エルフが住む神秘の森。
エレズメーラ
エルフの国の首都。イズランザディ女王が統治している。
エルフの魔法で自然と一体化している。
エルダー湖
エラゴン達がエレズメーラに向かう際、通った湖。
エラゴンとサフィラがアラゲイジアを去るとき、最後に寄港した湖。

## 魔法
古代語を唱えることで、自らが望んだ結果を生み出せる。とはいえ、自身の力量を超える魔法は行使できない。魔法を使うには古代語による思考が必要で、古代語を口に出して唱えることでより安全性と確実性が増す。魔法を行使すると体力を消費し、体力が底を突くと、当然ながら命を落としてしまう。消費されるエネルギーは、実際にそれを（生身で）行った際に消費されるエネルギーと等しく、対象物との距離によっても左右される。
ブリジンガーなど実際に使われるものもあり、炎を起こす事ができる。
古代語
ものの本質を表す言語。主にエルフが使用する。
魔法を制御するために作られた言語で、古代語で嘘をつくことはできない。

## ライダーの剣
ライダーの剣はエルフが作っていて、エルフの作る剣は錆びたり、折れたり、曲がったりしないように魔法がかけてある。刀身の色はドラゴンの色に合わせることになっている。普通の鋼ではなく隕石の〈輝ける鋼〉を使って作る。
ザーロック
かつてはモーザンが持っていたもの。ブロムがモーザンを倒したときにモーザンから奪った。
今はマータグが持っているが、元々エラゴンがブロムから貰ったもので、〈バーニングプレーンズの戦い〉でマータグに「父の剣は長男(エルデスト)の僕が受け継ぐ」と言われ、奪われた。
柄頭に赤いルビーが埋め込んである。刀身の色は赤。　
ザーロックとは､「苦痛」と言う意味｡
ブリジンガー
エラゴンが新たにエルフと作った剣。片手半剣(バスタードソード）。
エラゴン本人が剣を持ち「ブリジンガー」と言うと刀身に青い火がつく（理由はエラゴンが剣の真の名を見つけたことと、エラゴンが鍛冶の作業に関わったから、また､エラゴンの性質の一部が刃に吹き込まれたからと言われているが詳細は不明）。
しかし、エラゴン自身のエネルギーを消費するため、無限に出し続けられるわけではない。
柄頭に青いサファイアが埋め込んである。刀身の色は少し薄い群青色。
ネイグリング
オロミスが持っている剣。
柄頭に黄色いダイアモンドが埋め込んである。刀身の色は青銅色。
ウンバイダー
ブロムが持っていた剣。
ライダー族滅亡の時に失った。刀身の色は青。
タマリン
ヴァルサロス家の主フィオラーの妻ナウドラの兄のアーヴァが持っていた剣。
ザーロックより刃の幅が広く、切っ先は丸く、柄が重い。斬ることや刺すことに重点を置いた作りとなっている。
アーリアがフィアネンのライダーとなったとき、アーリアがルーノンに頼んで鍛え直してもらい、自らの剣とした。
柄頭に緑のエメラルドが埋め込んである。刀身の色は濃い緑。
アーヴィンダー
ドゥ・ウェルデンバーデンの森のナーディンデルという町にある剣。
ヴラングル
ガルバトリックスの持っている剣。もともとライダーヴレイルのイスリングルという名の剣だったが、ガルバトリックスが改名した。
刀身や柄、鍔は全て白。「日にさらされた骨」のようだとエラゴンは語っている。
イスリングルは「光をもたらすもの」という意味だが、ヴラングルは「道をあやまる」という意味である。

## 映画
20世紀FOX。2006年12月14日に公開。日本では2006年12月16日に公開された。 
- エラゴン 遺志を継ぐ者

## その他の単語
ドゥ・ヴラングル・ガータ
ヴァーデンに協力する魔術師の会だが、この会は弱い魔術師ばかりの会で古代語はほとんど無知に等しい。
本当は、ドゥ・ヴラングル・ガータ ではなくドゥ・ガータ・ヴラングル が正しいとエラゴンが話している。